# 2B1オカ 420mm自走迫撃砲
2B1オカ自走迫撃砲（ロシア語: 2Б1 Oka)は、ソビエト連邦軍が開発した、口径420 mmの世界最大の自走迫撃砲である。
名称の由来はボルガ川の支流オカ川から。

## 概要
長大な砲身を持つ露天式（オープントップ式）自走砲で、砲身はカノン砲のようにも見えるが、肉厚が薄く、装薬（発射薬）を内蔵した砲弾を大きな仰角で撃ち出す方式で、迫撃砲に分類される火砲である。
主兵装である420mm迫撃砲は砲口ではなく砲尾側から装填する後装式で、全長20 mにもなる砲身を持ち、750 kgの砲弾を45 km先まで飛ばすことが出来、5分に1発の発射が可能だった。
これほどまでに巨大な砲身になったのは、戦術核砲弾の使用を前提として、当時開発可能な戦術核砲弾の最小口径から口径が決定された為である。
試作車は1957年に製作され、IS重戦車シリーズの走行装置を流用した車体はキーロフ工場で設計・製造された。この計画によって開発・製造された大口径自走砲は「オブイェークト273」(ロシア語: Объект 273)と呼称された。
開発計画そのものにそれほどの障害はなかったが、あまりにも砲が長大過ぎることを始めとしてさまざまな欠点があり、改良は1960年まで続いたが、戦術弾道ミサイルに比べて利点が無いことから開発は断念され、試作車両のみで量産されず、実戦には参加していない。
2010年代においても、試作車両がサンクトペテルブルクの博物館に展示されている。

## ギャラリー

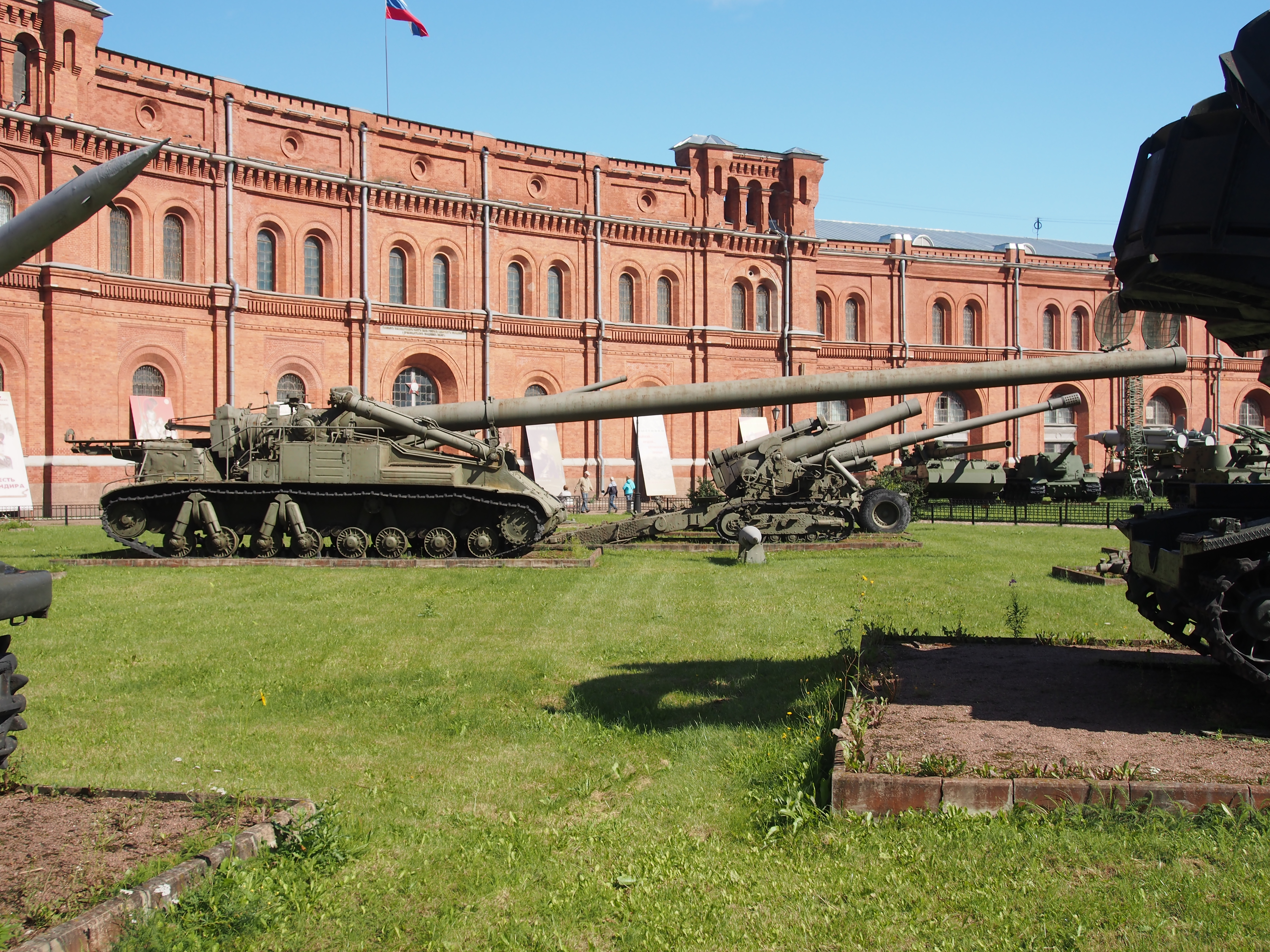
真横から見た2B1 車体長の倍以上もある砲身の長大さがわかる
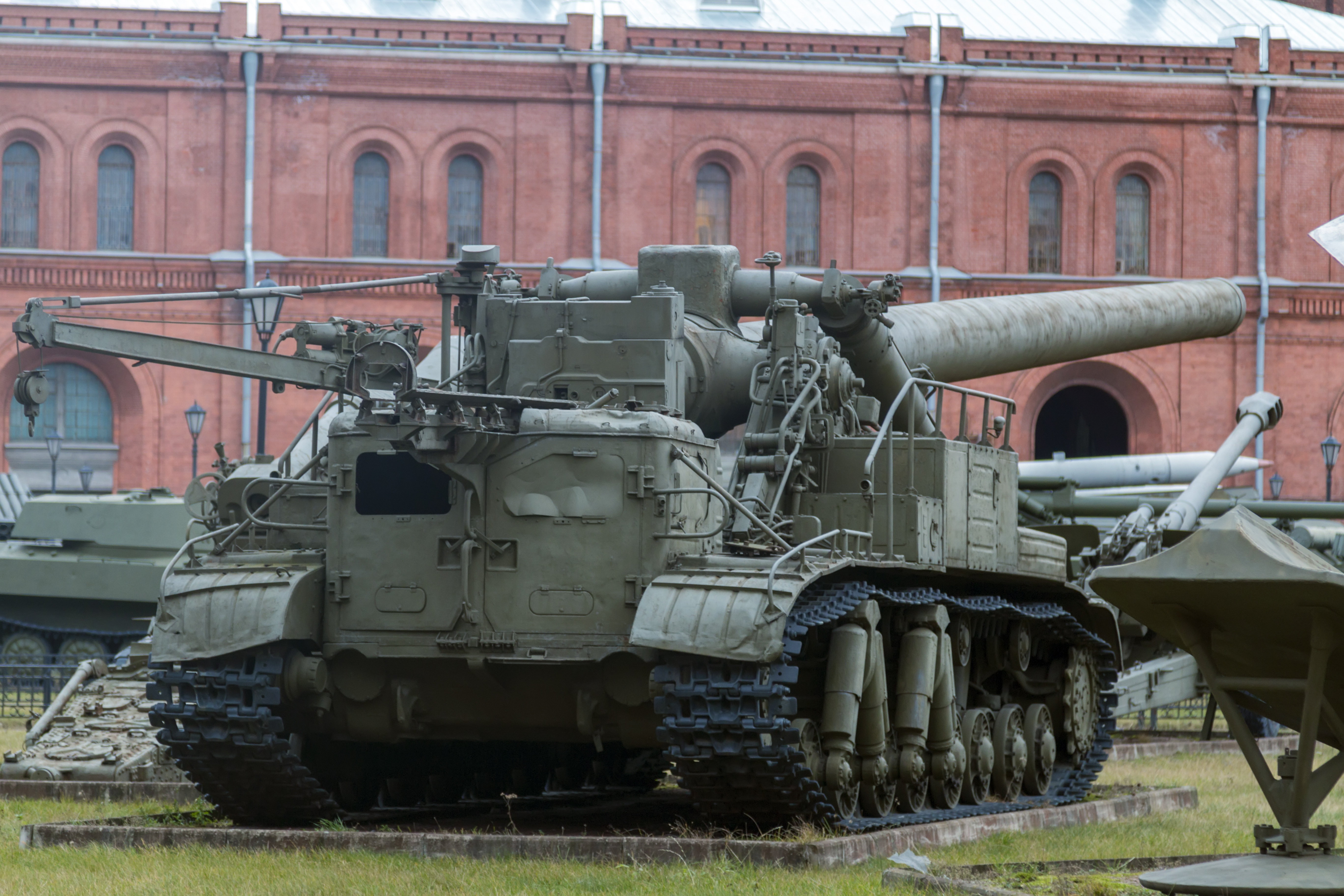
砲尾方向より 装填装置及び装弾用クレーンの下にあるものは操縦席のある乗員室で、本車の前進方向は砲尾側となっている
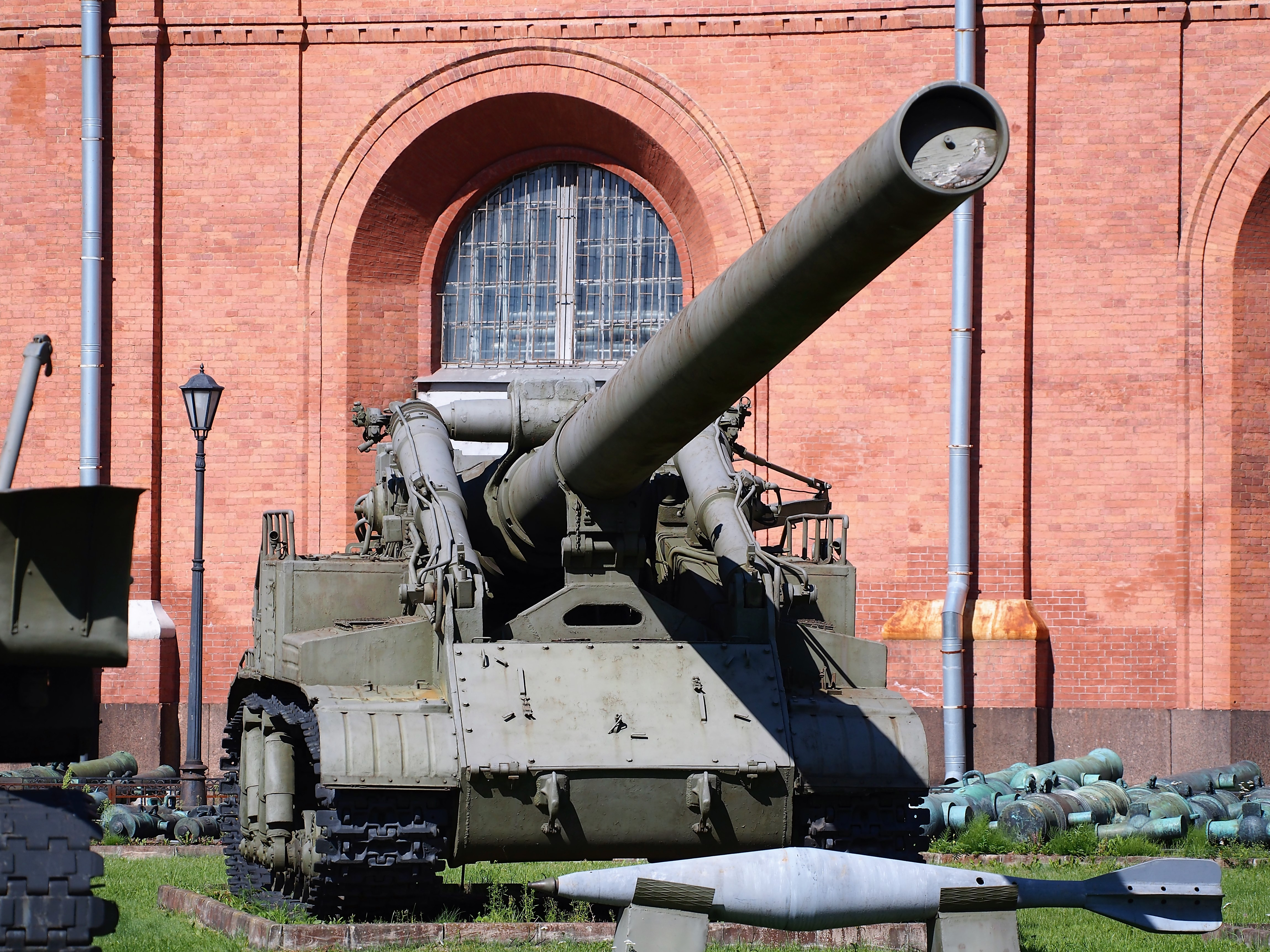
砲口側より 手前側に置かれている航空爆弾の様なものが420mm迫撃砲弾